# Pachyramphus major
El anambé mexicano (Pachyramphus major), también denominado cabezón mexicano (en México), cabezón collar gris (en Honduras), cabezón collarejo (en Nicaragua), cabezón cuelligrís o mosquero-cabezón mexicano (en México), o anambé mexicano oriental (en caso de separación), es una especie de ave paseriforme de la familia Tityridae perteneciente al género Pachyramphus. Algunos autores sostienen que la presente se divide en más de una especie. Es nativa de México y del noroeste de América Central.

## Distribución y hábitat
Se distribuye de forma disjunta desde el oeste y este de México, hacia el sur por Guatemala, Belice, Honduras, El Salvador, hasta el centro norte de Nicaragua.
Esta especie habita tanto en bosques semiáridos como húmedos, de tierras bajas y montanos, especialmente bosques de pinos (Pinus) y de robles (Quercus).

## Sistemática

### Descripción original
La especie P. major fue descrita por primera vez por el ornitólogo alemán Jean Cabanis en 1847 bajo el nombre científico Bathmidurus major; la localidad tipo es: «Jalapa, Veracruz, México».

### Etimología
El nombre genérico masculino «Pachyramphus» deriva del griego «pakhus»: robusto, grueso, y «ramphos»: pico; significando «de pico grueso»; y el nombre de la especie «major», proviene del latín «maior, maioris»: mayor, más grande.

### Taxonomía
La subespecie P. major uropygialis, del occidente de México, es considerada una especie separada de la presente: el anambé mexicano occidental (Pachyramphus uropygialis), por las clasificaciones Aves del Mundo (HBW) y Birdlife International (BLI) con base en diferencias significativas de plumaje.
Especímenes de Honduras cuya subespecie no es identificable son tentativamente incluidos en australis, pero podrían pertenecer a itzensis.

### Subespecies
Según las clasificaciones del Congreso Ornitológico Internacional (IOC) y Clements Checklist v.2018, se reconocen cinco subespecies, con su correspondiente distribución geográfica:
- Grupo monotípico uropygialis:
  - Pachyramphus major uropygialis Nelson, 1899 – oeste de México (sur de Sonora hacia el sur hasta Guerrero y tierras altas de Oaxaca).

- Grupo politípico major:
  - Pachyramphus major major (Cabanis, 1847) – este de México (sur de Nuevo León y San Luis Potosí hacia el sur hasta Oaxaca y oeste de Chiapas).
  - Pachyramphus major itzensis Nelson, 1901 – sureste de México (Campeche, Yucatán, Quintana Roo), tal vez también en Belice y norte de Guatemala.
  - Pachyramphus major matudai A.R. Phillips, 1966 – sur de México (pendiente del Pacífico de Chiapas) y sur de Guatemala.
  - Pachyramphus major australis W. Miller & Griscom, 1925 – tierra altas de El Salvador, Honduras y centro norte de Nicaragua.